# パイロット兼観測員章
パイロット兼観測員章(パイロットけんかんそくいんしょう、ドイツ語: Flugzeugführer- und Beobachterabzeichen)は、ナチス・ドイツの勲章。ヘルマン・ゲーリングによって1936年3月26日に制定された。すでにパイロット章もしくは観測員章を受章しているものに贈られた。一級鉄十字章の左下に佩用した。操縦資格があれば、空軍に限らず授与されている。
当初は青銅が、後に亜鉛が原料となっている。パイロット章との見分け方は、リースが金色のものがパイロット兼観測員章、銀色のものがパイロット章である。

## 黄金・ダイヤモンド付パイロット兼観測員章
パイロット兼観測員章の最高位勲章である黄金・ダイヤモンド付パイロット兼観測員章は、名誉称号としての役割も担っていた。
最初に黄金・ダイヤモンド付パイロット兼観測員章が贈られたのは、1935年11月11日のヴァルター・ヴェーファーとエアハルト・ミルヒである。

### 黄金・ダイヤモンド付パイロット兼観測員章受章者

#### ドイツ国防軍空軍
- ヘルマン・ゲーリング
- ヴァルター・ヴェーファー (1935年11月11日)
- エアハルト・ミルヒ (1935年11月11日)
- フーゴ・シュペルレ (1937年11月19日)
- ヴェルナー・メルダース (1940年8月中旬)
- ヘルムート・ヴィック[1]
- ヴェルナー・バウムバッハ（英語版） (1940年8月中旬)
- アドルフ・ガーランド (1940年8月中旬)
- ヴォルフラム・フォン・リヒトホーフェン (1940年8月中旬)
- クルト・シュトゥデント (1941年9月2日)
- フリードリッヒ・クリスチャンセン (1940年秋)
- ギュンター・コルテン (1941年)
- ヨーゼフ・カムフーバー
- アレクサンダー・レーア (1940年)
- ハンス・ウルリッヒ・ルーデル (1944年夏)
- ベルント・フォン・ブラウヒッチュ（英語版） (1944年夏)
- エーリヒ・ハルトマン (1944年8月)
- マルティン・ハルリンクハウゼン (1945年4月17日)
- ハンス・ヨアヒム・マルセイユ
- ディートリヒ・ペルツ（英語版）
- ローベルト・フォン・グライム
- アルベルト・ケッセルリンク
- オットー・デスロホ（英語版）
- カール・アンガルシュタイン（英語版）
- ヴァルター・エーザウ (1943年10月17日)
- ハンナ・ライチュ (1941年3月)
- メリタ・シェンク・グレーフィン・フォン・シュタウフェンベルク（英語版） (1943年)
- ハヨ・ヘルマン

#### ドイツ国防軍海軍
- カール・デーニッツ (1943年)

#### ドイツ国防軍陸軍
- エルヴィン・ロンメル
- エーリッヒ・フォン・マンシュタイン

#### 親衛隊
- ハインリヒ・ヒムラー (1942年7月、一般親衛隊)
- ラインハルト・ハイドリヒ (一般親衛隊)
- オットー・スコルツェニー (1944年秋、武装親衛隊)
- ヨーゼフ・ディートリヒ (武装親衛隊)

#### 外国人
- カール・グスタフ・エミール・マンネルヘイム (1942年、フィンランド)
- イオン・アントネスク (ルーマニア王国)
- ホルティ・ミクローシュ (ハンガリー王国)
- イータロ・バルボ (イタリア王国)
- フランシスコ・フランコ (スペイン国)

## ギャラリー
| 空軍徽章             | 空軍徽章     | 空軍徽章 |
| -------------------- | ------------ | -------- |
| パイロット兼観測員章 | パイロット章 | 観測員章 |

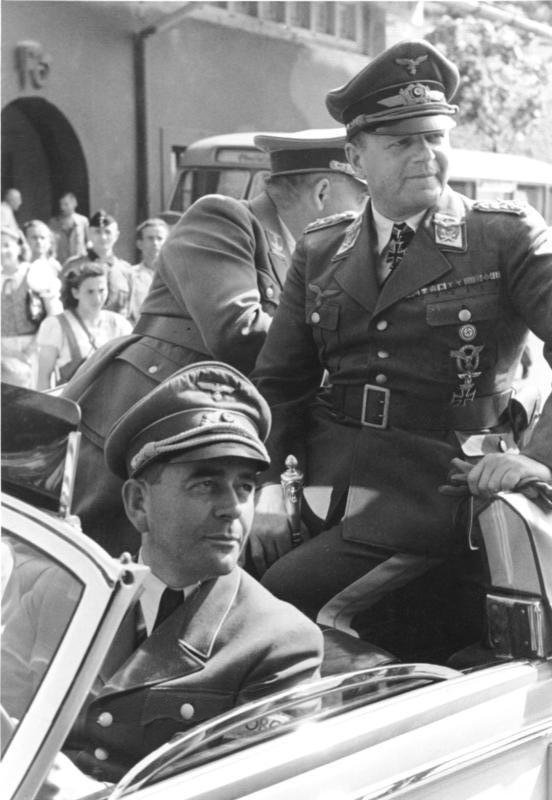
エアハルト・ミルヒ(奥)と、アルベルト・シュペーア(手前)。ミルヒの左胸ポケット、一級鉄十字章略章の上にパイロット兼観測員章が見える。
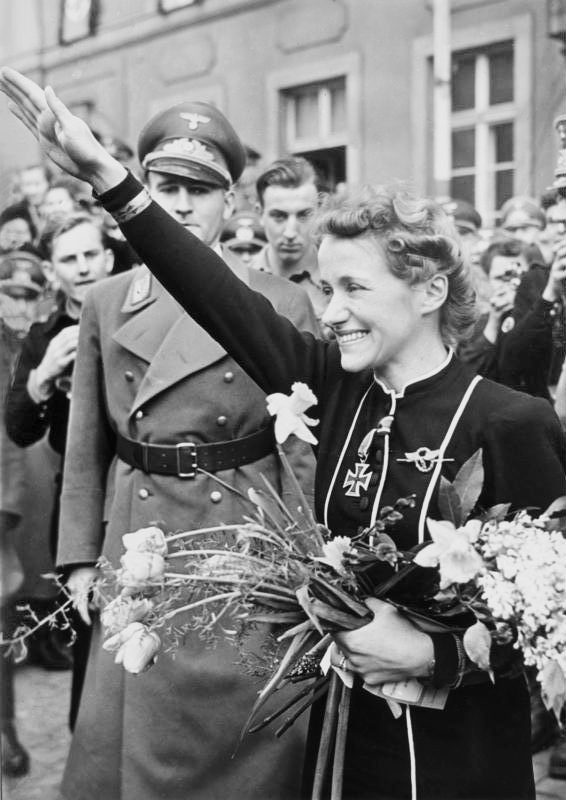
ハンナ・ライチュ。左胸、二級鉄十字章の隣に佩用している。